# Walter Chall
Walter Chall (* 28. Oktober 1913 in Charlottenburg; † 22. September 1933) war ein deutscher Arbeiter und Opfer der NS-Diktatur.

## Leben
Chall war ein Sohn des Arbeiters Gustav Chall (1873–1945) und seiner Ehefrau Johanna, geb. Criée (1877–1963). Er hatte zwei ältere Brüder.
Mitte der 1920er Jahre begann Chall sich politisch in der kommunistischen Bewegung zu engagieren. 1928 wurde er Mitglied des Roten Frontkämpferbundes (RFB) und kurz darauf auch der kommunistischen Häuserschutzstaffel. Bei den sich seit 1929 verschärfenden politisch motivierten Auseinandersetzungen, die in der Spätphase der Weimarer Republik auf den Straßen von Berlin ausgetragen wurden, nahm Chall an zahlreichen Kämpfen zwischen den Kommunisten und der SA, der nationalsozialistischen Straßenkampfkorganisation, teil. Insbesondere stand Chall im Konflikt mit dem Charlottenburger SA-Sturm, dem Sturm 33, der den Spitznamen „Mordsturm“ trug.
Das Amtsgericht Charlottenburg verurteilte Chall mehrfach wegen kleinerer Delikte wie Diebstählen und grobem Unfug und ordnete seine Unterbringung in einer Fürsorgeeinrichtung an. Insgesamt wurde er achtmal in der Fürsorgeanstalt Lindenhof in Berlin-Lichtenberg und im Neanderhaus in Klein-Cammin untergebracht. Aus ihnen floh er wiederholt.
Am 29. August 1932 wurde Chall in eine Auseinandersetzung von Kommunisten mit Angehörigen des SA-Sturms 33 in der Röntgenstraße in Berlin-Charlottenburg verwickelt, bei der der SA-Mann Gatschke ums Leben kam. Chall wurde anschließend zusammen mit acht weiteren Kommunisten im Röntgenstraßen-Prozess angeklagt. Verteidigt wurden die Männer vom Anwalt Hans Litten. Nachdem der Beweis erbracht worden war, dass die tödliche Kugel, die Gatschke getroffen hatte, von einem SA-Angehörigen abgeschossen worden war, wurden Chall und die übrigen Angeklagten im Oktober 1932 freigesprochen.
Nach dem Machtantritt der Nationalsozialisten ging Chall in den politischen Untergrund. Er betätigte sich als Kurier für die – Anfang März 1933 verbotene – KPD. Er hielt sich während des Jahres 1933 in einer Berliner Laubenkolonie verborgen. Am 20. September 1933 wurde er dort entdeckt und versuchte zu flüchten, wobei er angeschossen wurde und zusammenbrach. Es ist ungesichert, ob er entkam und sich selbst bei der Polizei meldete oder ob die SA ihn dorthin brachte. Gesichert ist, dass er im Polizeibüro 130 in der Keplerstraße landete und von dort in das von der SA als Vernehmungsgebäude benutzte Maikowskihaus gebracht wurde. Dort wurde er misshandelt und schwer gefoltert. Einige Tage später wurde seine Leiche in „gänzlich verstümmeltem Zustand“ und mit abgehackten Händen von einem Revierförster im Tegeler Forst hinter dem Spandauer Schifffahrtskanal gefunden. Der Totenschein gab als Todesursache Schüsse in Rumpf und Kopf an.
Ein von der Berliner Staatsanwaltschaft wegen Challs Tod eingeleitetes Ermittlungsverfahren wurde im Juni 1934 auf Anordnung des preußischen Ministerpräsidenten Hermann Göring niedergeschlagen.
Am 10. Februar 2016 wurde ein Stolperstein am Tegeler Weg 14 zur Erinnerung an Challs Leben und Ermordung verlegt.

## Archivarische Überlieferung
Im Geheimen Staatsarchiv hat sich eine Akte des Preußischen Justizministeriums zu Challs Ermordung erhalten (Rep. 84a, Nr. 53359: „Ermittlungsverfahren wegen Ermordung des Arbeiters Walter Chall durch SA-Leute in der Tegeler Heide“).